# Lam Tara Towers
Las Lam Tara Towers son un proyecto abandonado compuesto por dos rascacielos nunca construidos situados en Dubái, dentro de los Emiratos Árabes Unidos. La primera torre habría alcanzado una altura de 454 metros y tenido 88 plantas, mientras que la segunda torre habría contado con 77 plantas. En 2008 empezaron sus obras, pero estas se detuvieron en 2010 poco después de que empezaran los trabajos de excavación.